# 瑞亚克 (热尔省)
瑞亚克（法語：Juillac，法語發音：[ʒɥijak] ⓘ）是法国热尔省的一个市镇，属于米朗德区。

## 地理
瑞亚克（43°32'34"N, 0°7'37"E）面积7.49 平方千米，位于法国奧克西塔尼大區热尔省，该省份为法国西南部内陆省份，北起顺时针与洛特-加龙省、塔恩-加龙省、上加龙省、上比利牛斯省、大西洋比利牛斯省和朗德省接壤。
与瑞亚克接壤的市镇（或旧市镇、城区）包括：阿尔芒蒂约、博马尔谢、拉德韦兹里维耶尔、马尔西亚克、图尔丹。
瑞亚克的时区为UTC+01:00、UTC+02:00（夏令时）。

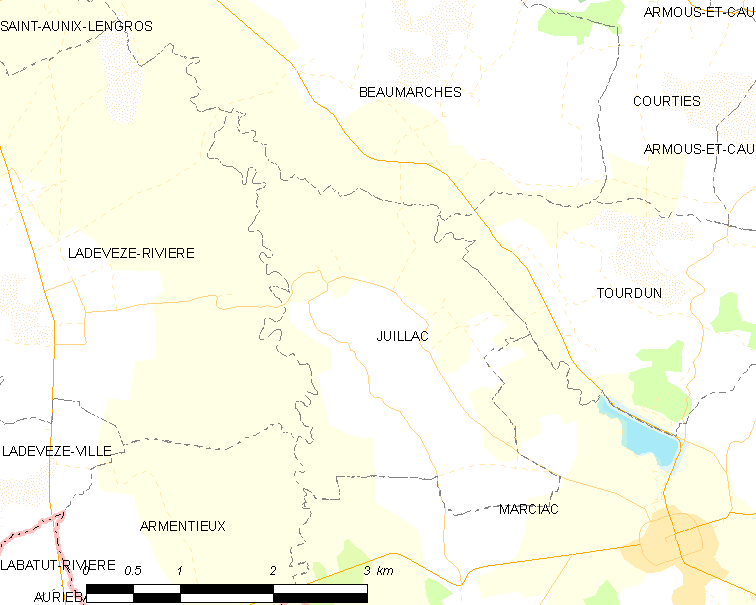
瑞亚克的OSM定位图

## 行政
瑞亚克的邮政编码为32230，INSEE市镇编码为32164。

## 政治
瑞亚克所属的省级选区为帕尔迪亚克-下河县。

## 人口

1962-2008年间瑞亚克人口变化图示

瑞亚克于2022年1月1日时的人口数量为116人。